# Almacenamiento de alimentos

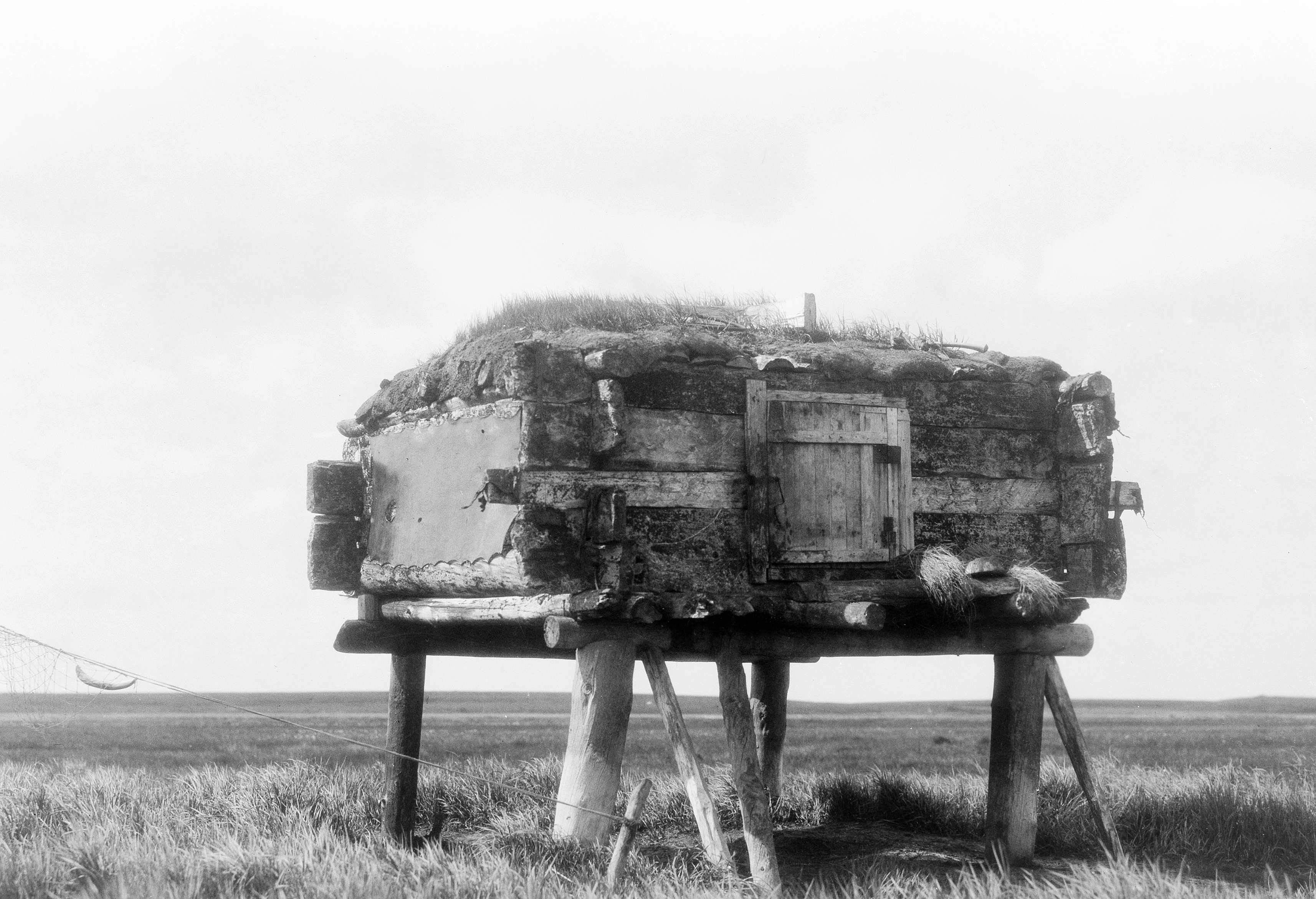
Yup'ik elevó el alijo de alimentos (qulvarvik), Hooper Bay, Alaska, 1929. Fotografía de Edward S. Curtis.

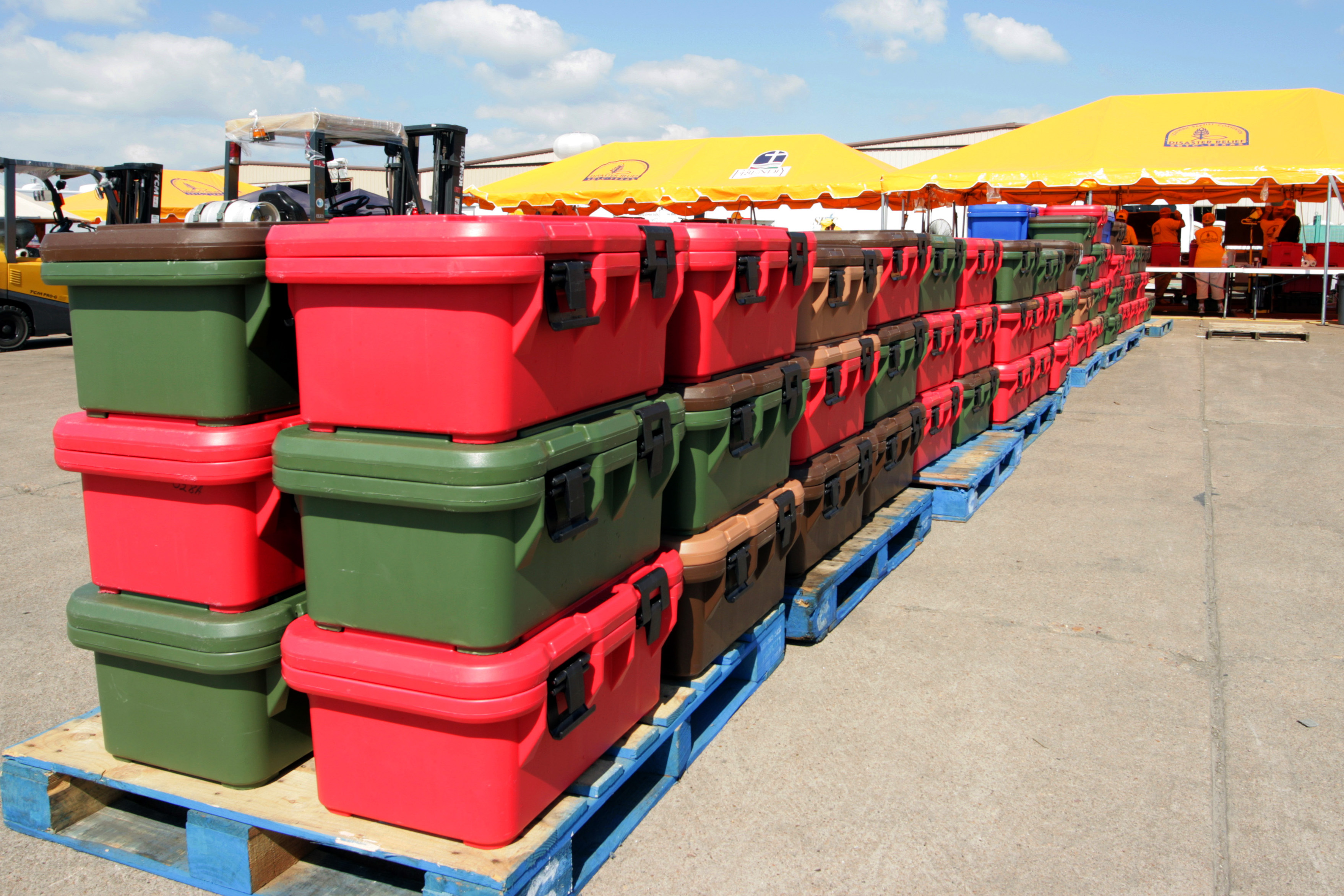
Recipientes de almacenamiento de alimentos de la Agencia Federal para el Manejo de Emergencias (FEMA, por sus siglas en inglés) de EE. UU. Apilados en paletas de envío en Texas, 2008

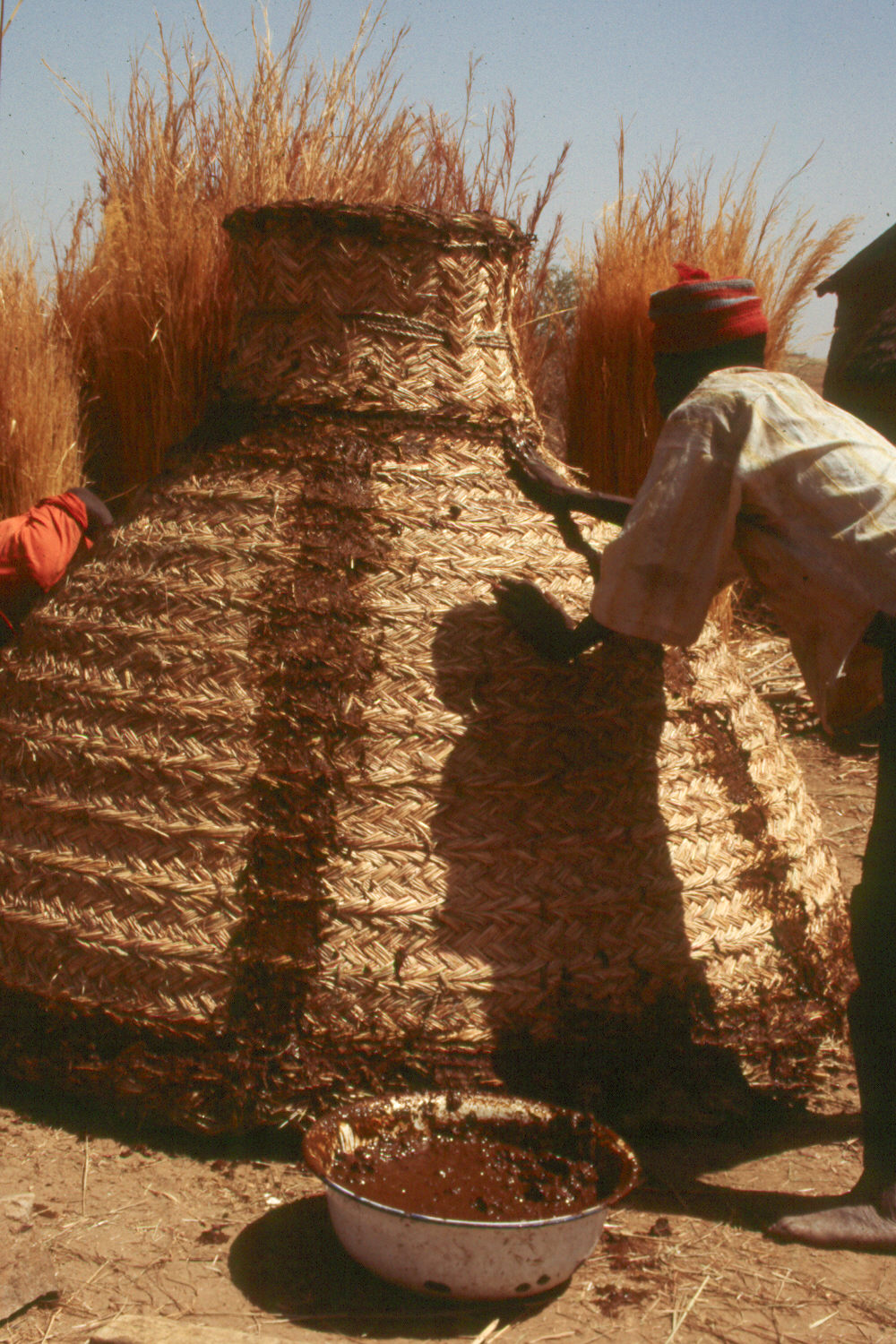
Se inaugura un nuevo granero trenzado. Kapsiki, norte de Camerún.

El almacenamiento de alimentos permite que los alimentos se consuman durante algún tiempo relativamente  largo (generalmente semanas o meses) después de la cosecha en lugar de hacerlo de forma inmediata. Es una habilidad doméstica tradicional y, en la forma de logística de alimentos, una actividad industrial y comercial importante.  La Conservación de los alimentos, el almacenamiento y el transporte de alimentos, incluida la entrega oportuna a los consumidores, son importantes para la seguridad alimentaria, especialmente para la mayoría de las personas que, en todo el mundo, dependen de otros para producir sus alimentos. La comida es almacenada por casi todas las sociedades humanas y por muchos animales. El almacenamiento de alimentos tiene varios propósitos principales: 
- Almacenamiento de productos alimenticios de origen animal y vegetal cosechados y procesados para su distribución a los Consumidores.
- Permitiendo una dieta mejor balanceada durante todo el año.
- Reducir los desperdicios de cocina al conservar los alimentos no utilizados o no consumidos para su uso posterior
- Conservar los alimentos de la despensa, como especias o ingredientes secos como el arroz y la harina, para su uso final en la cocina
- Preparación para catástrofes, emergencias y períodos de escasez o hambruna de alimentos.
- Razones religiosas (Ejemplo: la Iglesia SUD «líderes instruir a miembros de la iglesia para almacenar comida»).[1]
- Protección de animales o robos.

## Almacenamiento doméstico de alimentos

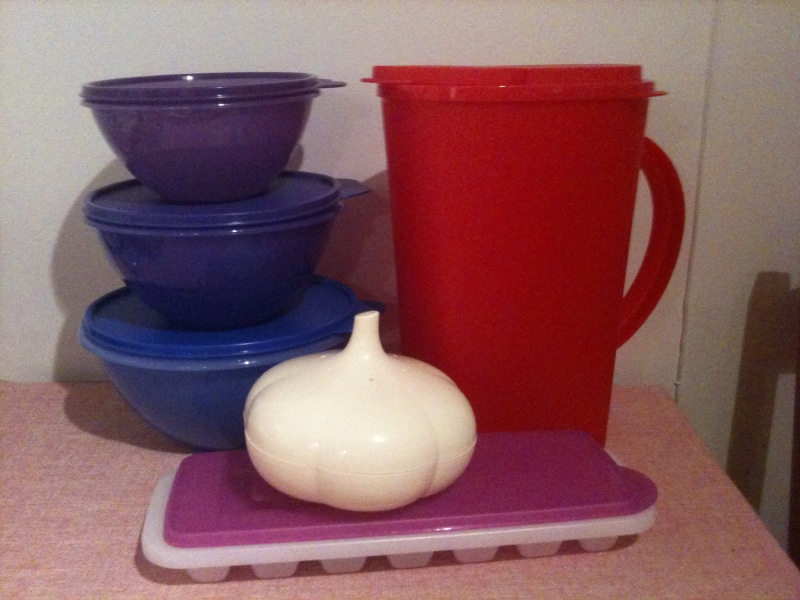
Contenedores de almacenamiento de cocina Tupperware diseñados para una variedad de usos.

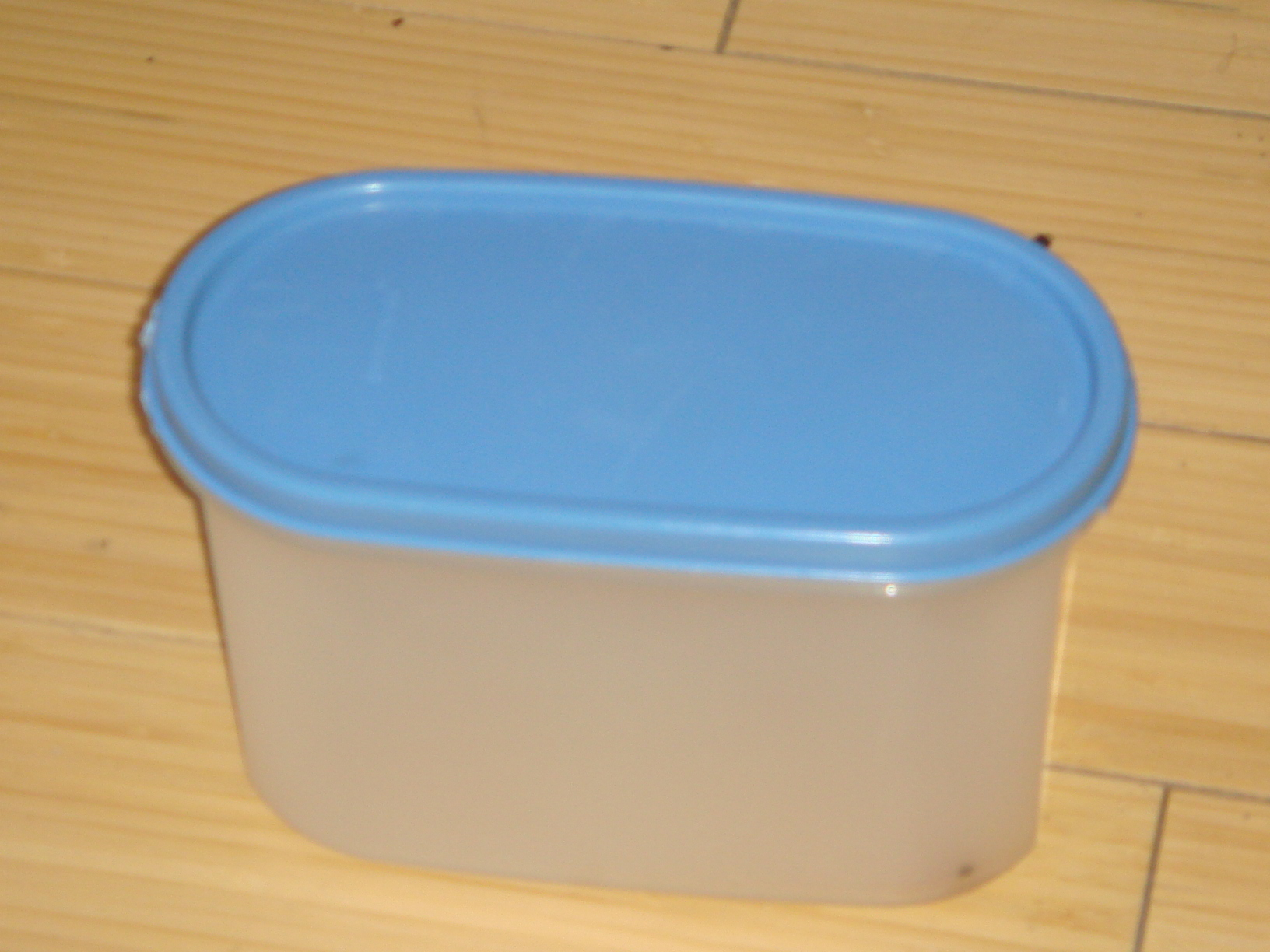
Se pueden usar recipientes de plástico para almacenar alimentos.

El almacenamiento seguro de alimentos para uso doméstico debe cumplir estrictamente las pautas establecidas por fuentes confiables, como el Departamento de Agricultura de los Estados Unidos. Estos lineamientos han sido investigados a fondo por científicos para determinar los mejores métodos para reducir la amenaza real de Intoxicación alimentaria por el almacenamiento insalubre de alimentos. También es importante mantener una higiene adecuada en la cocina, para reducir los riesgos de crecimiento de bacterias o virus y la intoxicación alimentaria. Las enfermedades comunes de intoxicación alimentaria incluyen Listeriosis, Micotoxicosis, Salmonelosis, E. coli, Intoxicación por Estafilococo y Botulismo. Hay muchos otros organismos que también pueden causar intoxicación alimentaria.
También hay pautas de seguridad disponibles para los métodos correctos de enlatado de alimentos en el hogar. Por ejemplo, hay tiempos específicos de ebullición que se aplican dependiendo de si se está utilizando en el proceso el envasado a presión o el envasado al baño de agua. Estas pautas de seguridad están destinadas a reducir el crecimiento de moho y bacterias y la amenaza de intoxicación alimentaria potencialmente mortal. 

### Seguridad de almacenamiento de alimentos

#### Congeladores y descongeladores
La temperatura del congelador debe mantenerse por debajo de -18 °C.  Los alimentos nunca deben descongelarse a temperatura ambiente, esto aumenta el riesgo de crecimiento de bacterias y hongos y, en consecuencia, el riesgo de intoxicación por alimentos. Una vez descongelados, los alimentos deben usarse y nunca volver a congelarse. Los alimentos congelados deben descongelarse utilizando los siguientes métodos:
- Durante la cocción
- En agua fría (coloque los alimentos en una bolsa de plástico hermética; cambie el agua cada treinta minutos)
- En el refrigerador

Deseche los alimentos que hayan estado más calientes que 4 °C durante más de dos horas. Si hay alguna duda sobre el tiempo durante el cual la comida se ha descongelado a temperatura ambiente, debe desecharse. La congelación no destruye los microbios presentes en los alimentos. Congelación a 0 °F inactiva los microbios (bacterias, levaduras y mohos). Sin embargo, una vez que se descongelan los alimentos, estos microbios pueden volver a activarse. Los microbios en los alimentos descongelados pueden multiplicarse a niveles que pueden conducir a enfermedades transmitidas por los alimentos. Los alimentos descongelados deben manejarse de acuerdo con las mismas pautas que los alimentos frescos perecederos.
Comida congelada a 0 °F y por debajo se conserva indefinidamente. Sin embargo, la calidad de los alimentos se deteriorará si se congela durante un período prolongado. El Servicio de Inspección y Seguridad Alimentaria, Departamento de Agricultura de los Estados Unidos publica un cuadro que muestra el tiempo sugerido de almacenamiento en el congelador para alimentos comunes.

#### Refrigeración
Es importante tener en cuenta que el almacenamiento seguro de alimentos con refrigeración requiere cumplir con las pautas de temperatura:

Por seguridad, es importante verificar la temperatura del refrigerador. Los refrigeradores deben configurarse para mantener una temperatura de 40 °F o inferior. Algunos refrigeradores tienen termómetros incorporados para medir su temperatura interna. Para aquellos refrigeradores sin esta función, mantenga un termómetro para electrodomésticos en el refrigerador para controlar la temperatura. Esto puede ser crítico en caso de un apagón. Cuando se vuelve a encender, si el refrigerador aún está a 40 °F, la comida es segura. Los alimentos que se mantienen a temperaturas superiores a 40 °F durante más de 2 horas no deben consumirse. Los termómetros para electrodomésticos están diseñados específicamente para brindar precisión a bajas temperaturas. Asegúrese de que las puertas del refrigerador/congelador estén bien cerradas en todo momento. No abra las puertas del refrigerador / congelador más seguido de lo necesario y ciérrelas lo antes posible.

#### Tiempos de almacenamiento de alimentos refrigerados
El Departamento de Agricultura de los Estados Unidos, Servicio de Seguridad e Inspección de Alimentos publica los tiempos de almacenamiento recomendados para alimentos refrigerados.

### Almacenar aceites y grasas
Los aceites y las grasas pueden comenzar a volverse rancios rápidamente cuando no se almacenan de manera segura.  Los aceites y grasas rancios de cocina no suelen tener un olor rancio hasta mucho después de que se hayan echado a perder.  El oxígeno, la luz y el calor contribuyen a que los aceites de cocina se vuelvan rancios.  Cuanto mayor sea el nivel de grasa poliinsaturada que contiene un aceite, más rápido se echa a perder. El porcentaje de grasa poliinsaturada en algunos aceites de cocina comunes es: cártamo (74%); girasol (66%); maíz (60%); soja (37%); maní (32%); canola (29%); oliva (8%); Coco (5%).
Para ayudar a preservar los aceites de la rancidificación, deben almacenarse en un lugar oscuro, almacenados en contenedores seguros de oxígeno y reductores de la luz (por ejemplo, vidrio oscuro o metal). Una vez abiertos, los aceites deben refrigerarse y usarse en unas pocas semanas, cuando algunos tipos comienzan a ponerse rancios. Los aceites sin abrir pueden tener una vida útil de almacenamiento de hasta un año, pero algunos tipos tienen una vida útil más corta incluso cuando no están abiertos (como el sésamo y la linaza).

### Almacenamiento seco de alimentos

#### Vegetales

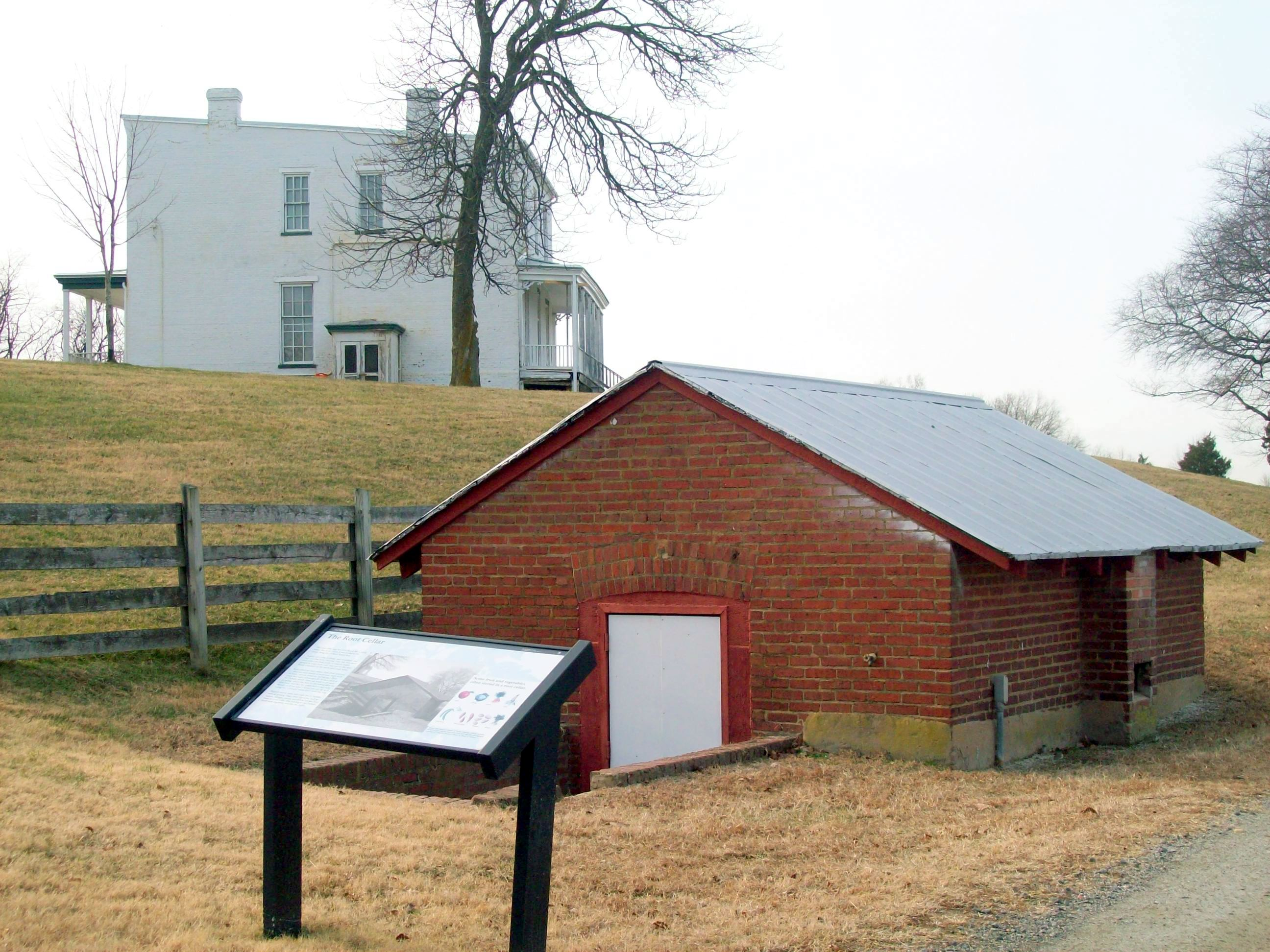
Una gran bodega de raíces en la granja de Oxon Hill Manor en Maryland

Las pautas varían para el almacenamiento seguro de verduras en condiciones secas (sin refrigeración ni congelación). Esto se debe a que diferentes verduras tienen diferentes características, por ejemplo, los tomates contienen mucha agua, mientras que las verduras de raíz como las zanahorias y las papas contienen menos.  Estos factores, y muchos otros, afectan la cantidad de tiempo que un vegetal puede mantenerse en almacenamiento seco, así como la temperatura necesaria para preservar su utilidad. La siguiente guía muestra las condiciones de almacenamiento en seco requeridas:
- Fresco y seco: cebolla.
- Fresco y seco: Lista de especies de Allium
- Fresco y húmedo: vegetales de raíz , papa, repollo.
- Cálido y seco: calabaza de invierno, calabaza, camotes, pimientos secos.

Muchas culturas han desarrollado formas innovadoras de conservar las verduras para que puedan almacenarse durante varios meses entre las temporadas de cosecha. Las técnicas incluyen decapado, enlatado en casa, deshidratación de alimentos o almacenamiento en una bodega de raíces. 

#### Grano
El grano, que incluye ingredientes secos de la cocina como la harina, el arroz, el mijo , el cuscús, la harina de maíz, etc., se puede almacenar en recipientes rígidos sellados para evitar la contaminación por humedad o la infestación de insectos o roedores. Para uso de la cocina, los recipientes de vidrio son el método más tradicional. Durante el siglo XX se introdujeron recipientes de plástico para uso culinario. Ahora se venden en una gran variedad de tamaños y diseños.
Se utilizan latas de metal (en los Estados Unidos, el almacenamiento de grano más pequeño y práctico utiliza latas de metal con tapa cerrada # 10). El almacenamiento en sacos de grano no es efectivo; moho y plagas destruyen un 25 kg saco de tela de grano en un año, incluso si se almacena fuera del suelo en un área seca. En el suelo o en el concreto húmedo, el grano puede echarse a perder en tan solo tres días, y es posible que el grano deba secarse antes de que se pueda moler. Los alimentos almacenados en condiciones inadecuadas no deben comprarse ni utilizarse debido al riesgo de deterioro. Para probar si el grano sigue siendo bueno, puede germinarse. Si brota, sigue siendo bueno, pero si no, no debe comerse.  Puede tomar hasta una semana para que broten los granos. Cuando tenga dudas sobre la seguridad de los alimentos, deséchelos lo más rápido posible. 

#### Especias y hierbas
En la actualidad, las especias y las hierbas a menudo se venden envasadas de manera que sea conveniente para el almacenamiento en la despensa. El empaque tiene dos propósitos, tanto para almacenar como para dispensar las especias o hierbas. Se venden en pequeños envases de vidrio o plástico o en envases de plástico con cierre.  Cuando las especias o las hierbas son de cosecha propia o se compran a granel, se pueden almacenar en su casa en recipientes de vidrio o plástico. Se pueden almacenar por períodos prolongados, en algunos casos por años. Sin embargo, después de 6 meses a un año, las especias y las hierbas perderán gradualmente su sabor, ya que los aceites que contienen se evaporarán lentamente durante el almacenamiento. 
Las especias y las hierbas se pueden conservar en vinagre por períodos cortos de hasta un mes, creando un vinagre con sabor. 
Los métodos alternativos para preservar las hierbas incluyen la congelación en agua o mantequilla sin sal. Las hierbas se pueden picar y agregar al agua en una bandeja de cubitos de hielo. Después de la congelación, los cubitos de hielo se vacían en una bolsa de plástico para congelar y almacenar en el congelador. Las hierbas también pueden mezclarse en un recipiente con mantequilla sin sal, luego esparcirlas en papel encerado y enrollarlas en forma de cilindro. El rollo de papel encerado que contiene la mantequilla y las hierbas se almacena en un congelador y se puede cortar en la cantidad deseada para cocinar. Usando cualquiera de estas técnicas, las hierbas deben usarse dentro de un año.

#### Carne
La carne no conservada tiene una vida relativamente corta en almacenamiento. Las carnes perecederas deben refrigerarse, congelarse, secarse rápidamente o curarse.  El almacenamiento de carnes frescas es una disciplina compleja que afecta los costos, la vida de almacenamiento y la calidad de la comida, y las técnicas apropiadas varían según el tipo de carne y los requisitos particulares. Por ejemplo, las técnicas de Maduración de la carne de vacuno a veces se usan para ablandar carnes gourmet al colgarlas en ambientes cuidadosamente controlados durante  veintiún días, mientras que los animales de caza de varios tipos pueden colgarse después de disparar. Los detalles dependen de gustos personales y tradiciones locales. Las técnicas modernas de preparación de la carne para el almacenamiento varían según el tipo de carne y los requisitos especiales de ternura, sabor, higiene y economía.
Las carnes semisecadas, como las salamis y los jamones estilo country, se procesan primero con sal, humo, azúcar, ácido u otras "curas" y luego se cuelgan en un lugar fresco y seco durante períodos prolongados, que a veces superan el año.  Algunos de los materiales agregados durante el curado de las carnes sirven para reducir los riesgos de Intoxicación alimentaria por bacterias anaeróbicas como las especies de Clostridium que liberan toxina botulínica que puede causar botulismo. Los ingredientes típicos de los agentes de curado que inhiben las bacterias anaeróbicas incluyen los nitratos.  Tales sales son peligrosamente venenosas por derecho propio y deben agregarse en cantidades cuidadosamente controladas y de acuerdo con las técnicas apropiadas. Su uso adecuado, sin embargo, ha salvado muchas vidas y mucho deterioro de los alimentos. 
Al igual que las carnes semisecadas, la mayoría de las carnes saladas, ahumadas y simplemente secas de diferentes tipos que alguna vez fueron alimentos básicos en determinadas regiones, ahora son en gran medida bocadillos o guarniciones de lujo; los ejemplos incluyen jerky, biltong y variedades de pemmican , pero el jamón y el tocino, por ejemplo, todavía son alimentos básicos en muchas comunidades.

### Rotación de alimentos
La rotación de alimentos es importante para preservar la frescura. Cuando los alimentos se rotan, los alimentos que han estado almacenados durante más tiempo se usan primero. A medida que se usa la comida, se agrega comida nueva a la despensa para reemplazarla; La razón fundamental es usar el alimento más antiguo lo antes posible para que no haya nada almacenado durante mucho tiempo y sea peligroso para comer.  Etiquetar los alimentos con etiquetas de papel en el contenedor de almacenamiento, marcando la fecha en que se guardó el contenedor, puede simplificar esta práctica.  La mejor manera de rotar el almacenamiento de alimentos es preparar comidas con alimentos almacenados a diario.

### Para preparación de emergencia
Las guías para sobrevivir a condiciones de emergencia en muchas partes del mundo recomiendan mantener un almacén de alimentos esenciales; Por lo general, agua, cereales, aceite, leche en polvo y alimentos ricos en proteínas como frijoles, lentejas, carne enlatada y pescado. Se puede usar una calculadora de almacenamiento de alimentos para ayudar a determinar la cantidad de estos alimentos básicos que una persona necesitaría almacenar para mantener la vida durante un año completo. Además de almacenar los alimentos básicos, muchas personas optan por complementar su almacenamiento de alimentos con frutas y verduras cultivadas en el jardín congeladas o conservadas y productos congelados o enlatados. Una dieta invariable de alimentos básicos preparados de la misma manera puede causar agotamiento del apetito, lo que lleva a una menor ingesta de calorías. Otro beneficio de tener un suministro básico de almacenamiento de alimentos en el hogar es el posible ahorro de costos. Los costos de los alimentos secos a granel (antes de la preparación) a menudo son considerablemente menores que los de la conveniencia y los alimentos frescos comprados en los mercados locales o supermercados. Existe un mercado importante en los alimentos de conveniencia para los campistas, como los productos alimenticios deshidratados.

## Logística comercial de alimentos

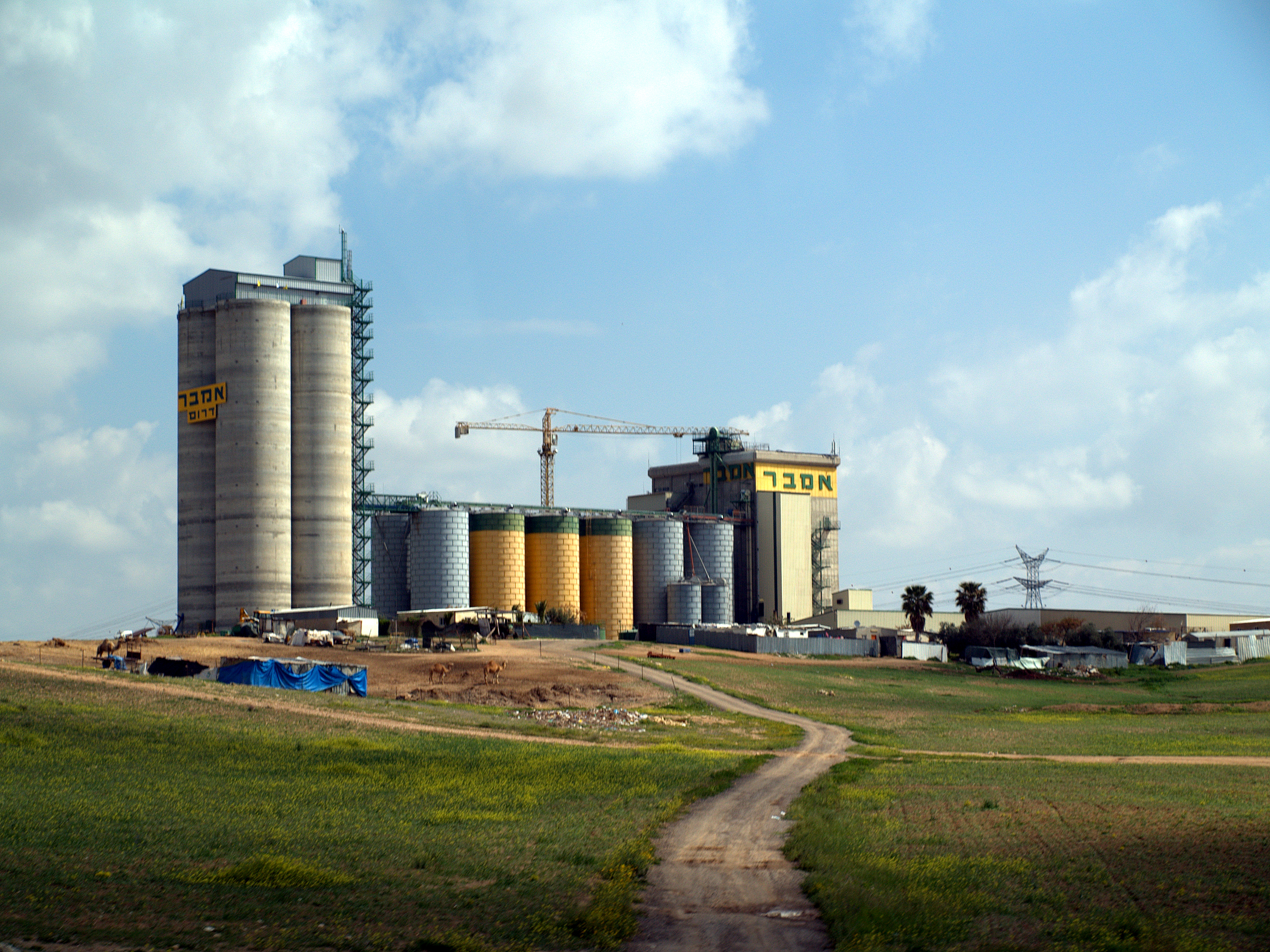
Silos conectados a un elevador de granos en una granja en Israel.

El grano y los frijoles se almacenan en elevadores de grano alto, casi siempre en un riel cerca del punto de producción.  El grano se envía a un usuario final en autos de tolva. En la antigua Unión Soviética, donde la cosecha estaba mal controlada, el grano a menudo se irradiaba en el punto de producción para eliminar el moho y los insectos. En los EE. UU., la trilla y el secado se realizan en el campo, y el transporte es casi estéril y en recipientes grandes que suprimen eficazmente el acceso a las plagas, lo que elimina la necesidad de irradiación. En un momento dado, EE. UU. generalmente tiene aproximadamente dos semanas de granos almacenados para la población. Las frutas y verduras frescas a veces se envasan en paquetes y tazas de plástico para los mercados frescos de primera calidad, o se colocan en grandes recipientes de plástico para procesadores de salsa y sopa. Las frutas y los vegetales generalmente se refrigeran lo antes posible, y aun así tienen una vida útil de dos semanas o menos. 
En los Estados Unidos, el ganado generalmente se transporta vivo, se sacrifica en un punto de distribución importante, se cuelga y se transporta durante dos días a una semana en vagones refrigerados , y luego se mata y se vende localmente.  Antes de los vagones refrigerados, la carne tenía que ser transportada viva, y esto colocaba su costo tan alto que solo los agricultores y los ricos podían pagarlo todos los días.  En Europa gran parte de la carne se transporta viva y se sacrifica cerca del punto de venta.  En gran parte de África y Asia, la mayor parte de la carne para las poblaciones locales se cría, se sacrifica y se come localmente, lo que se cree que es menos estresante para los animales involucrados y minimiza las necesidades de almacenamiento de carne.  En Australia y Nueva Zelanda , donde una gran parte de la producción de carne se exporta, la carne ingresa a la cadena de frío antes de tiempo, y se almacena en grandes plantas congeladoras antes de enviarse al extranjero en barcos congeladores . 